# Запис Несторовића јасен у Церовици (Ресник)
Запис Несторовића јасен у Церовици (Ресник) се налази на парцели чији је власник Несторовић Радмила.

## Локација
| Општина             | Крагујевац                                                       |
| Катастарска општина | Ресник                                                           |
| Потес               | Шумица                                                           |
| Координате          | 44° 07′ 01″ С; 20° 56′ 37″ И / 44.116900000000001° С; 20.9436° И |
| Надморска висина    | 0m                                                               |

## Карактеристике
Дендрометријске вредности утврђене на терену и сателитским снимцима:
| Стабло                     | Јасен |
| Висина стабла              | m     |
| Обим дебла                 | m     |
| Пречник крошње             | 12m   |
| Пречник дебла              | m     |
| Висина дебла до прве гране | m     |

## База записа
Запис је у оквиру Викимедија пројекта "Запис - Свето дрво" заведен под редним бројем 0550.